# Radikal 28
Das Radikal 28 mit der Bedeutung „privat“ ist eines von 23 der 214 traditionellen Radikale der chinesischen Schrift, die mit zwei Strichen geschrieben werden.
In Mathews’ Chinese-English Dictionary gibt es nur wenige Schriftzeichen, die unter diesem Radikal im Lexikon zu finden sind. Im Kangxi-Wörterbuch stehen nur 40 von insgesamt 40.000 Schriftzeichen unter diesem Radikal.
Das Radikal nimmt nur in der Langzeichen-Liste traditioneller Radikale mit 214 Radikalen die 28. Position ein. In modernen Kurzzeichen-Wörterbüchern kann es sich an ganz anderer Stelle finden. Im Neuen chinesisch-deutschen Wörterbuch aus der Volksrepublik China steht es zum Beispiel an 37. Stelle.
Das Zeichen ist ähnlich dem Katakanazeichen ム „mu“ und dem Zhuyinzeichen ㄙ [s].
Dieses Radikal findet sich nur in Zusammensetzungen, meist stellt es keinen besonderen Sinnzusammenhang her:
- 县 (= Verwaltungseinheit Kreis)
- 矣 (Partikel am Satzende)
- 参 (= an etwas teilnehmen)
- 能 (= in der Lage sein)
- 勾 (= abhaken).

Nur in wenigen Zeichen fungiert 厶 als Sinnträger, der die Bedeutung privat vermittelt. Eines davon ist 公 (= öffentlich), das Gegenteil von 私 (= privat), entstanden aus Radikal 12: 八 (= trennen) und dem Radikal 28: 厶 (= privat).
Im Piktogramm sehen wir eine Seidenraupe, die sich in den Kokon einspinnt. Wir erhalten dann die Bedeutung „eigen, getrennt, selbstsüchtig, privat“.
Radikal 28 ist heute kein eigenständiges Zeichen mehr. Früher hatte es als Einzelzeichen die gleiche Bedeutung wie das moderne 私 (= privat persönlich), das mit Radikal 115: 禾 (= Korn, Getreide) und dem Radikal 28 gebildet wird. In früheren Zeiten bezahlten die Bauern ihre Steuern von der Getreideernte, die demzufolge Eigentum des Staates, öffentliches Gut war – was übrigblieb war Eigentum des Bauern, war „privat“.

## Schriftzeichenverbindungen, die vom Radikal 28 regiert werden
| Striche | Zeichen  |
| ------- | -------- |
| +0      | 厶       |
| +02     | 厷 厸 厹 |
| +04     | 厽       |
| +05     | 厾 县    |
| +06     | 叀 叁 参 |
| +09     | 參 叄    |
| +10     | 叅       |
| +11     | 叆       |
| +13     | 叇       |

 Im Unicodeblock Kangxi-Radikale ist das Radikal 28 unter der Codepointnummer 12.059 (U+2F1B) codiert.